# Wolfgang Uhlmann
Pour les articles homonymes, voir Uhlmann.
Wolfgang Uhlmann (né le 29 mars 1935 à Dresde (Allemagne) et mort le 24 août 2020 dans la même ville) est un joueur d'échecs est-allemand qui fut onze fois champion de la République démocratique allemande.

## Biographie
Avant de devenir joueur d'échecs, Wolfgang Uhlmann suivit une formation de comptable et de typographe. En 1951, il se fit connaître par son titre de champion junior de la République démocratique allemande. À partir de 1952, il fut soutenu par l'État est-allemand et put se consacrer uniquement aux échecs. Il obtint le titre de maître international en 1956 et celui de grand maître international en 1959.

### Carrière

#### Champion de RDA

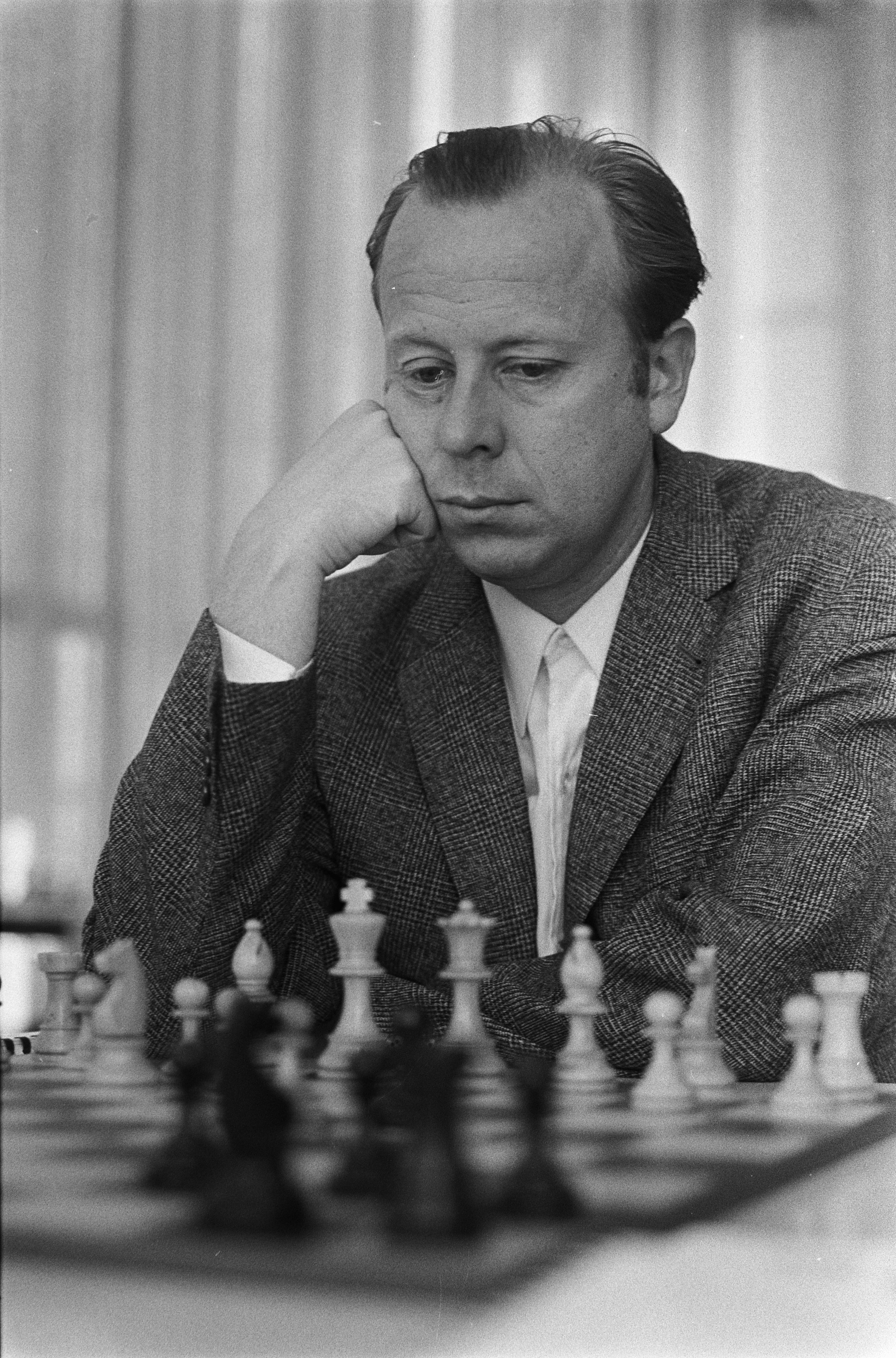
Wolfgang Uhlmann en 1970.

Wolfgang Uhlmann fut onze fois champion national de la RDA : 1954, 1955, 1958, 1964, 1968, 1975 (avec Rainer Knaak), 1976, 1981, 1983 (avec Rainer Knaak), 1985 et 1986 (avec Rainer Knaak, Lothar Vogt et Uwe Bönsch).
En 1991, Wolfgang Uhlmann finit troisième du premier championnat d'Allemagne réunifiée.

#### Tournois interzonaux et match des candidats (1954–1976)
Wolfgang Uhlmann participa à quatre tournois interzonaux.
Après deux tentatives infructueuses aux tournois zonaux de Marienbad en 1954 (13e), Wageningue en 1957 (5e) et Berg en Dal en 1960 où il ne put participer, car les autorités néerlandaises lui avaient refusé l'entrée aux Pays-Bas, il réussit à accéder au tournoi interzonal de Stockholm en 1962. Il y termina à la 9e-10e place (+10 -7 =5).
Grâce à sa victoire au tournoi zonal de Raach, il se qualifia pour le tournoi interzonal de Palma de Majorque de 1970. Sa 5e-6e place (+10 -5 =8) lui permit de participer aux matchs des candidats du cycle 1969 - 1972.
Il n'y prit part qu'une seule fois. Après sa qualification à Palma de Majorque, il fut opposé en quart de finale à Bent Larsen et perdit le match (+2 -4 =3).
Par la suite, il ne réussit plus à se qualifier pour les matchs de candidats : en 1973 à l'interzonal de Leningrad, Uhlmann termina à la 13e-14e place (+2 -5 =10) et ne put aller plus loin. À Manille en 1976, il fut éliminé de la course au titre par sa 10e-13e place (+6 -5 =8). Ce fut sa dernière apparition dans cette compétition.

### Tournois internationaux

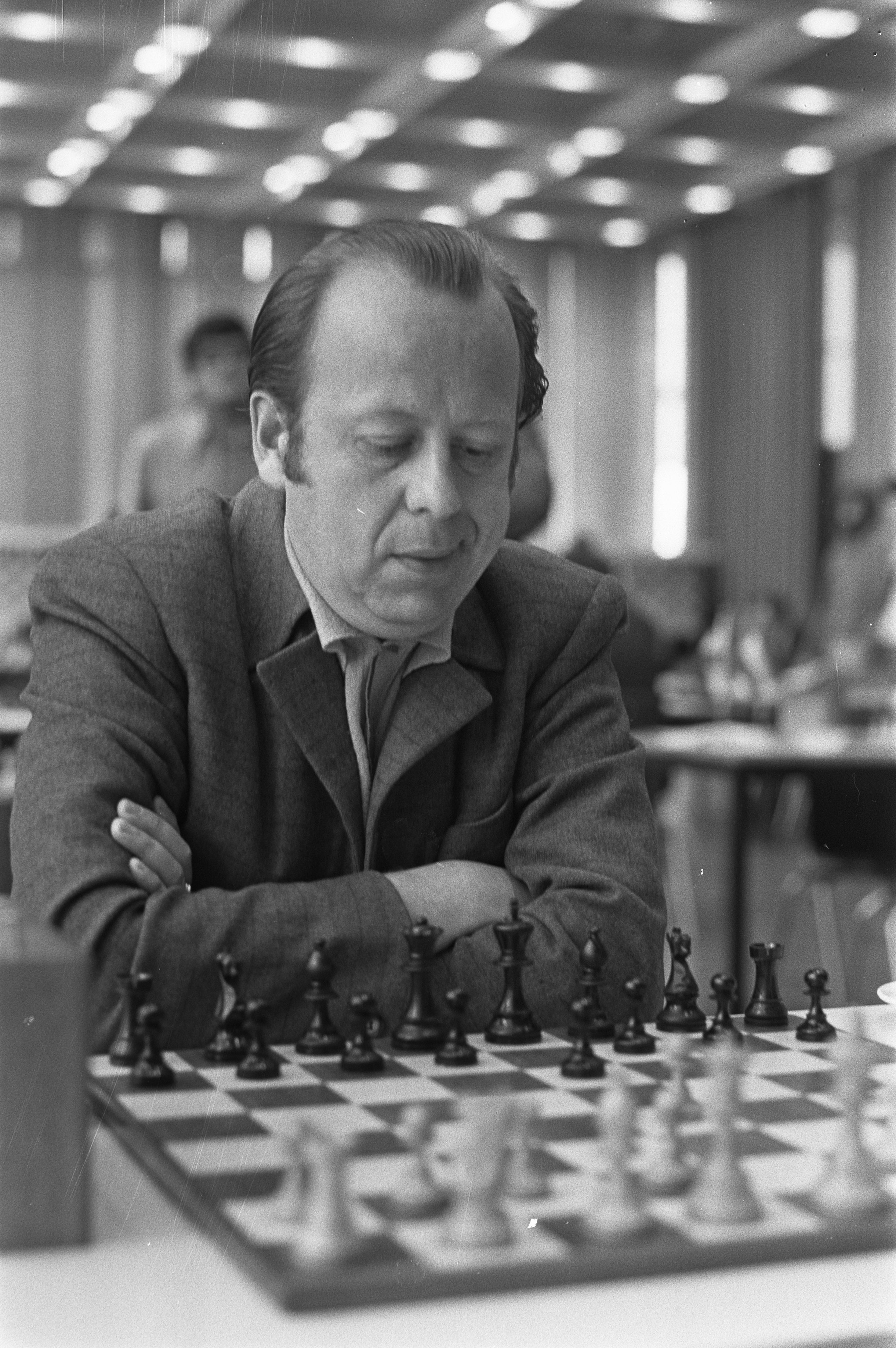
Wolfgang Uhlmann en 1972

Ses meilleurs résultats internationaux sont :
- trois victoires au tournoi de Hastings :
  - 1958-1959 (seul vainqueur),
  - 1965-1966 (ex æquo avec Boris Spassky)
  - 1975-1976 (ex æquo avec Bronstein et Vlastimil Hort) ;
- 1964 : 
  - ke tournoi de Sarajevo ex æquo avec Lev Polougaïevski ;
  - La Havane, deuxième mémorial Capablanca, ex æquo avec Vassili Smyslov
- 1965 : Zagreb ex æquo avec Borislav Ivkov
- 1966 : Szombathely ex æquo avec David Bronstein ;
- 1967 : Zinnowitz ex æquo avec Vladimir Liberzon,
- 1968 : Berlin (mémorial Lasker) ex æquo avec David Bronstein,
- 1969 : Raach (tournoi zonal),
- 1976 : Skopje 2e derrière Anatoli Karpov,
- 1977 : Vrbas,
- Halle en 1978 ex æquo avec Iván Faragó et Rainer Knaak et 1981.

### Compétitions par équipes

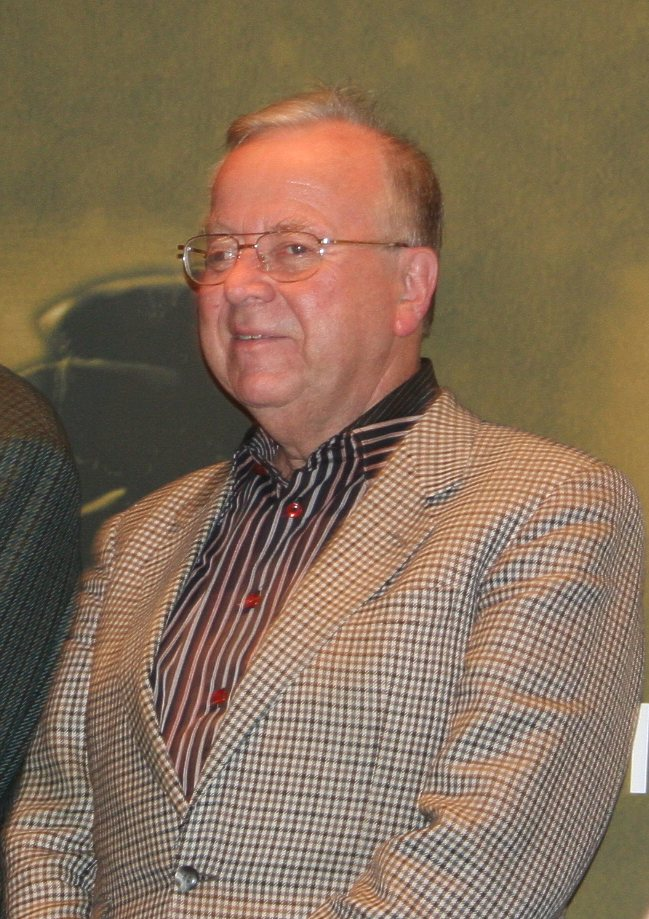
Wolfgang Uhlmann en 2005.

En raison de la longévité de son statut de no 1 est-allemand, Wolfgang Uhlmann représenta son pays à de nombreuses reprises dans ces épreuves.

#### Olympiades
Il joua lors de onze éditions de l'Olympiade d'échecs et toujours au premier échiquier, sauf en 1990.
- 1956 - Moscou (finale B) : +3 -3 =10
- 1958 - Munich : +9 -5 =3. L'équipe de RDA finit sixième de la compétition.
- 1960 - Leipzig : +5 -3 =8
- 1962 - Varna : +7 =10, quatrième place individuelle.
- 1964 - Tel Aviv (finale B) : 15 points sur 18, +13 -1 =4, médaille d'or individuelle au premier échiquier
- 1966 - La Havane : 13 points sur 18, +9 -1 =8, médaille de bronze individuelle au premier échiquier (finale A)
- 1968 - Lugano : +5 -1 =10
- 1970 - Siegen : +5 -1 =10
- 1972 - Skopje : +6 -4 =8

À partir de 1974 et jusqu'en 1986, une directive du Deutscher Turn- und Sportbund, l'organisation qui avait en charge le sport en RDA, interdit à l'équipe nationale de participer aux Olympiades. Cette interdiction fut levée en 1988.
- 1988 - Thessalonique : +3 -2 =8.

Pour sa dernière participation, Uhlmann joua au 3e échiquier de l'équipe de RDA.
- 1990 - Novi Sad : +4 -2 =4

#### Championnat d'Europe
Lors de la seule participation de la RDA à la phase finale, il joua au premier échiquier. La RDA remporta la médaille de bronze. 
- 1970 - Kapfenberg: +2 =5 - Médaille d'or

#### Match URSS contre le Reste du monde
Wolfgang Uhlmann fut sélectionné pour le match URSS - Reste du monde de 1970 à Belgrade. Au 7e échiquier, il fut opposé à Mark Taimanov qui le domina (+1 -2 =1).

## Publications
- avec Gerhard Schmidt :
  - Offene Linien, Sportverlag, Berlin, 1981.
  - Bauernschwächen, Sportverlag, Berlin, 1984.
- avec Lothar Vogt : Gute Läufer – schlechte Läufer, Sportverlag, Berlin 1988,  (ISBN 3-328-00237-5).
- Meine besten Partien, ChessCoach, St. Ingbert, 2015,  (ISBN 978-3-944158-07-5).
- Französische Verteidigung – richtig gespielt, Joachim Beyer Verlag, Eltmann 2018,  (ISBN 978-3-95920-059-2).
  - Première édition publiée sous le titre : Ein Leben lang Französisch  (ISBN 3-89168-018-X).
  - Traduction en anglais : French Defense – Properly Played, 2018,  (ISBN 978-3-95920-972-4).

## Deux parties
Il est reconnu comme l'un des meilleurs spécialistes mondiaux de la défense française, à propos de laquelle il a publié plusieurs ouvrages.
Bobby Fischer - Wolfgang Uhlmann, Buenos Aires, 1960.
1.e4 e6 2.d4 d5 3.Cc3 Fb4 4.e5 Ce7 5.a3 Fxc3+ 6.bxc3 c5 7.a4 Cbc6 8.Cf3 Fd7 9.Dd2 Da5 10.Fd3 c4 11.Fe2 f6 12.Fa3 Cg6 13.0-0 0-0-0 14.Fd5 Cce7 15.Ch4 Tde8 16.Cxg6 hxg6 17.exf6 gxf6 18.h3 Cf5 19.Fh2 g5 20.f4 Cd6 21.Ff3 g4 22.hxg4 f5 23.g5 Te7 24.Fg3 Fe8 25.De3 Ce4 26.Fxe4 dxe4 27.Rf2 Teh7 28.Tfb1 Dd5 29.Dc1 Th1 30.Dxh1 e3+ 31.Rg1 Txh1+ 32.Rxh1 e2 33.Tb5 Fxb5 34.axb5 Dxb5 35.Te1 a5 36.Txe2 a4 37.Txe6 a3 38.g6 Dd7 39.Te5 b6 40.Fh4 a2 41.Te1 Dg7 42.Ta1 Dxg6 0 - 1
Durant l'Olympiade de 1962, il battit le champion du monde en titre:
Wolfgang Uhlmann - Mikhaïl Botvinnik,  Varna, 1962.
1.d4 Cf6 2.c4 e6 3.Cf3 b6 4.Cc3 Fb7 5.Fg5 h6 6.Fh4 g5 7.Fg3 Ch5 8.e3 Cxg3 9.hxg3 Fg7 10.Dc2 Cc6 11.a3 De7 12.0-0-0 g4 13.Ch4 a6 14.Rb1 h5 15.Fe2 Th6 16.f3 0-0-0 17.d5 Ca7 18.Ca4 gxf3 19.gxf3 d6 20.Cg2 Tdh8 21.e4 Rb8 22.Td3 Te8 23.Te1 Fh8 24.Dd2 Tg6 25.g4 hxg4 26.fxg4 Fe5 27.Tb3 Th8 28.De3 Dg5 29.Cxb6 Dxe3 30.Cd7+ Rc8 31.Cxe3 Rxd7 32.Txb7 Fd4 33.Fd1 Fb6 34.Fa4+ Rc8 35.Fc6 Th3 36.Cc2 a5 37.Tf1 Cxc6 38.dxc6 Tg7 39.b4 a4 40.e5 Tb3+ 41.Rc1 Td3 42.Td1 Txd1+ 43.Rxd1 Fg1 44.exd6 cxd6 45.b5 Fc5 46.Cb4 Fxb4 47.axb4 Txg4 48.b6 1 - 0